# 張元俊
張元俊（？—？），山东济南府歷城縣竈籍。

## 生平
万历四十六年（1618年）戊午科山东乡试举人，天啓五年（1625年）乙丑科進士，殿试三甲第二百六名，六年授山西曲沃县知县。